# El llibre de la selva: L'aventura continua
El llibre de la selva: L'aventura continua (títol original en anglès: Rudyard Kipling's The Jungle Book) és una pel·lícula estatunidenca dirigida per Stephen Sommers el 1994 per Walt Disney Pictures, a partir de la novel·la de Rudyard Kipling. És un remake amb preses tretes directament de la pel·lícula d'animació El llibre de la selva de 1967.
Aquesta versió amb actors ha estat completada el 1998 per una preqüela treta directament en vídeo i titulada The Jungle Book: Mowgli's Story.

## Argument
Mowgli, un nen de 5 anys, és trobat i és educat per una família de llops després de perdre's a la jungla en un atac d'un tigre (que mata el seu pare) al poble dels homes. Durant la seva infantesa, descobreix la vida amb els seus amics, l'os Baloo i la pantera Bagheera. Quinze anys més tard, Mowgli té 20 anys i viu encara a la jungla, el rei Louie, l'orangutan roba el braçalet de Mowgli per atreure'l fins al tresor dels seus micons i acorda tornar-li si aconsegueix vèncer Kaa, la serp pitó. Aconsegueix vèncer-lo i ferir-lo amb un punyal que ha trobat al tresor.
Després d'allò, s'aventura cap a la ciutat dels homes i troba la seva amiga d'infantesa Kitty Brydon, la filla del coronel Geofferey. El Dr. Plumford i Kitty li fan tornar a aprendre el llenguatge humà, però el Capità Boone que té pretensions sobre Kitty i sobre el tresor de la ciutat dels simis agafa el Coronel Geofferey i la seva filla per tal d'obligar-lo a conduir-los fins al tresor. El grup travessa la jungla on Shere Khan el terrible tigre vaga i mata Wilkins, el tinent de Boone (que s'havia separat del grup i perdut a la jungla). Arribats al tresor, Mowgli s'enfronta Boone en duel i aconsegueix vèncer-lo amb la daga que havia utilitzat contra Kaa, mentre el rei Louie crida alegrement Kaa, Mowgli i Kitty fugen del temple. Kaa, curat de les seves ferides, fa caure Boone a l'aigua i el mata mossegant-lo. A la sortida del temple, Mowgli i Kitty s'enfronten a Shere Khan que mira Mowgli als ulls fins que el veu com una criatura de la jungla, llavors Shere Khan els deixa marxar. Arribats a la cascada, estan contents de veure el coronel Geoffrey i Baloo (que havien estat ferits) curats pel Dr. Plumford i es donen un petó apassionat. Mowgli haurà de fer tanmateix una tria terrible, tornar al poble dels homes o quedar-se a la jungla amb els seus amics.

## Repartiment
- Jason Scott Lee: Mowgli
- Cary Elwes: el capità William Boone
- Lena Headey: Katherine (Kitty) Brydon
- Sam Neill: el coronel Geofferey Brydon
- John Cleese: El Dr. Julien Plumford[6]
- Jason Flemyng: el tinent John Wilkins
- Ron Donachie: El sergent Harley
- Anirudh Agarwall: Tabaqui
- Liza Walker: Alice
- Rachel Robertson: Rose
- Nathalie Morse: Margaret
- Stefan Khalife: Buldeo
- Sean Naegeli: Mowgli als 5 anys
- Joana Wolff: Kitty Brydon als 5 anys